# سيانجيا
سيانجيا هي مديرية في النيبال، تقع في مديرية غانداكي، بلغ عدد سكانها 289,148  نسمة وذلك حسب إحصائيات سنة 2010، عاصمتها Putalibazar ‏.